# 戈洛米揚內島
戈洛米揚內島是俄羅斯的島嶼，屬於北地群島的一部分，位於喀拉海，由克拉斯諾亞爾斯克邊疆區負責管轄，長6公里、寬2公里，最高點海拔高度26米，島上無人居住。